# Pio Duran (Albay)
Pio Duran is een gemeente in de Filipijnse provincie Albay op het eiland Luzon. Bij de laatste census in 2007 had de gemeente bijna 45 duizend inwoners.

## Geschiedenis
Oorspronkelijk heette de plaats Panganiran. Dit is een moslim woord dat zo iets betekent als: "het land van de ondergaande zon". De plaats was eerst ingedeeld als sitio van Malidong en toen als barrio van Guinobatan en heette toen Malacbalac. Op 22 juni 1963 werd de wet aangenomen door het Filipijns Congres die van de plaats een onafhankelijke gemeente maakte. Het initiatief hiertoe werd genomen door Josefina Duran. De gemeente werd ter herinnering aan haar overleden man en congreslid Pio Duran genoemd. Uiteindelijk werd de plaats op 13 maart 1964 een gemeente.

## Geografie

### Landschap
Ongeveer de helft van de 133,7 km² die de gemeente beslaat is vlak tot heuvelachtig. De andere helft is bergachtig met hellingen van 18 tot 30 graden.

### Bestuurlijke indeling
Pio Duran is onderverdeeld in de volgende 33 barangays:
| - Agol - Alabangpuro - Banawan - Barangay I - Barangay II - Barangay III - Barangay IV - Barangay V - Basicao Coastal - Basicao Interior - Binodegahan | - Buenavista - Buyo - Caratagan - Cuyaoyao - Flores - La Medalla - Lawinon - Macasitas - Malapay - Malidong - Mamlad | - Marigondon - Matanglad - Nablangbulod - Oringon - Palapas - Panganiran - Rawis - Salvacion - Santo Cristo - Sukip - Tibabo |

## Demografie
Pio Duran had bij de census van 2007 een inwoneraantal van 44.972 mensen. Dit zijn 549 mensen (1,2%) meer dan bij de vorige census van 2000. De gemiddelde jaarlijkse groei komt daarmee uit op 0,17%, hetgeen lager is dan het landelijk jaarlijks gemiddelde over deze periode (2,04%). Vergeleken met de census van 1995 is het aantal mensen met 3.122 (7,5%) toegenomen.

De bevolkingsdichtheid van Pio Duran was ten tijde van de laatste census, met 44.972 inwoners op 133,7 km², 336,4 mensen per km².

## Economie
De belangrijkste producten die in Pio Duran gemaakt worden komen uit de visverwerkingsindustrie. Voorbeelden zijn: gerookte vis, gedroogde vis en de ingrediënten die nodig zijn voor het maken van bagoong en patis.